# Leon Rzewuski (1902–1964)
Leon Rzewuski, właśc. Leon hr. Beydo-Rzewuski, herbu Krzywda (ur. 10 stycznia 1902 w Varese, zm. 5 listopada 1964 w Krakowie) – pianista, kompozytor piosenek, a także oficer Wojska Polskiego II RP.

## Życiorys
Był synem hr. Adama Witolda Beydo-Rzewuskiego i Olimpii Monetti-Boronat, włoskiej śpiewaczki operowej (sopran koloraturowy). Uczył się w Wilnie. Wakacje spędzał w rodzinnym majątku w Wierzchowni (obecnie Ukraina), polując, ćwicząc jazdę konną i ucząc się pracy na roli. Walczył jako ułan w wojnie polsko-bolszewickiej. Po utracie posiadłości, co było następstwem postanowień traktatu ryskiego, wraz z rodzicami zamieszkał w Warszawie. Ukończył konserwatorium w klasie kompozycji i studia prawnicze na Uniwersytecie Warszawskim. Następnie wstąpił do Szkoły Podchorążych Kawalerii w Grudziądzu i został oficerem zawodowym. Otrzymał przydział do 14 pułku Ułanów Jazłowieckich, stacjonującego we Lwowie. Podczas kampanii wrześniowej jako porucznik 14 puł wziął udział w słynnej szarży pod Wólką Węglową, za udział w której został odznaczony Krzyżem Walecznych i awansowany do stopnia rotmistrza. Następnie uczestniczył w obronie Warszawy. Po kapitulacji stolicy dostał się do niewoli niemieckiej. Był więźniem kilku oflagów. Najdłużej – od 1940 do 1944 – przebywał w Woldenbergu (Oflag II C). Wyzwolony przez Armię Czerwoną. Po wojnie w randze kapitana przeniesiony do rezerwy.
Przed wojną komponował pod pseudonimem „Leon Leski”. Znajomość kompozycji doskonalił w obozach jenieckich. Będąc więźniem Woldenbergu, uczestniczył aktywnie w życiu kulturalnym oflagu. Współtworzył muzykę dla teatrzyków obozowych oraz pisał piosenki. Tam powstała nowa (powszechnie znana) wersja Walczyka Warszawy (pierwszą  skomponował tuż przed wojną Zygmunt Wiehler i nie zdążyła zyskać popularności). Po wojnie zamieszkał w Krakowie, pracował w szkolnictwie. Z czasem całkowicie poświęcił się muzyce. Koncertował w Polskim Radiu. Grał również w krakowskich kawiarniach. Komponował i opracowywał muzykę do filmów. Przez kilka lat był kierownikiem muzycznym znanego tria – Siostry Do Re Mi. Później prowadził sklep Centrali Muzycznej. Członek ZAiKS-u.
Był także radnym krakowskim z ramienia Stronnictwa Demokratycznego.
Jest pochowany na cmentarzu Rakowickim (kwatera Jd) w Krakowie.

### Małżeństwa
Leon Rzewuski był dwukrotnie żonaty. Pierwsze małżeństwo zawarł w 1939 z Ireną Anielą Zofią hr. Skórzewską, z którą rozwiódł się w 1945. W 1950 poślubił Zofię Helenę z domu Partyka i adoptował syna jej brata Józefa – Artura Leona.

## Kompozytor
Komponował utwory instrumentalne do tańca, np. Cordoba i Corrida oraz piosenki, do których teksty pisali m.in. Tadeusz Śliwiak, Ludwik Jerzy Kern, Marian Załucki i Witold Zechenter. Wśród interpretatorów jego piosenek były czołowe postaci polskiej estrady takie jak Albert Harris, Janusz Popławski, Mieczysław Fogg, Maria Koterbska, Irena Santor, Fryderyka Elkana i Zbigniew Kurtycz.

## Wybrane piosenki
- Węgierska kapela (sł. Jerry) – 1938
- Garmoszka (sł. Władysław Szlengel)
- Walczyk Warszawy (sł. Jerzy Jurandot) – 1941
- Słoneczne wrócą dni (sł. Zbigniew Barański) – 1945
- Listonosz (sł. Ludwik Jerzy Kern) – 1954
- Tramwajem do Nowej Huty (sł. Witold Zechenter) – 1955
- Jak ja się cieszę (sł. Marian Załucki) – 1956
- Carmella (sł. Tadeusz Śliwiak) – 1957
- Kolorowe mambo (sł. Tadeusz Śliwiak) – 1959
- Kolorowa cha-cha (sł. Tadeusz Śliwiak) – 1959
- Wieczór w Krakowie (sł. Tadeusz Śliwiak) – 1961
- Gdy żołnierz się zakocha (sł. Witold Zechenter)
- Jak to sobie wytłumaczyć (sł. Tadeusz Śliwiak)
- Jutro o piątej
- Kraków śpi
- Trzy gwiazdki
- Może dobrze, może źle (sł. Tadeusz Śliwiak)
- Skuter i dziewczyna (sł. Tadeusz Śliwiak)
- Rumba Gina (sł. Bruno Miecugow)
- Wybacz mi (sł. Tadeusz Śliwiak)
- Złote jeziora (sł. Jadwiga Dumnicka)